# 7 uomini a mollo
7 uomini a mollo (Le Grand Bain) è un film del 2018 diretto da Gilles Lellouche.

## Trama
Un gruppo di uomini depressi e segnati da difficoltà esistenziali, per via di fallimenti professionali o familiari, riacquista il gusto per la vita entrando a far parte di una squadra di nuoto sincronizzato maschile. Questi uomini recupereranno l'autostima e si alleneranno per dimostrare di valere qualcosa ai campionati del mondo che si disputeranno in Norvegia, sotto i rigidi insegnamenti di due ex campionesse, l'alcolizzata Delphine e la paraplegica Amanda.

## Distribuzione
Il film è stato presentato fuori concorso al Festival di Cannes 2018. È stato distribuito nelle sale cinematografiche francesi il 24 ottobre 2018, mentre in quelle italiane il 20 dicembre dello stesso anno.

## Riconoscimenti
- 2019 - Premio César
  - Migliore attore non protagonista a Philippe Katerine
  - Candidatura per il miglior film
  - Candidatura per il miglior regista a Gilles Lellouche
  - Candidatura per il migliore attore non protagonista a Jean-Hugues Anglade
  - Candidatura per la migliore attrice non protagonista a Virginie Efira
  - Candidatura per la migliore attrice non protagonista a Leïla Bekhti
  - Candidatura per la migliore sceneggiatura originale a Gilles Lellouche, Ahmed Hamidi e Julien Lambroschini
  - Candidatura per la migliore fotografia a Laurent Tangy
  - Candidatura per il miglior montaggio a Simon Jacquet
  - Candidatura per il miglior sonoro a Cédric Deloche, Gwennolé Le Borgne e Marc Doisne
- 2020 - Premio Magritte
  - Candidatura per il migliore attore a Benoît Poelvoorde
  - Candidatura per il migliore attore non protagonista a Jonathan Zaccaï